# Elvis: What Happened?
Elvis: What Happened? (sottotitolo: Three of His Closest Companions Tell a Shocking, Bizarre Story) è un libro del 1977 scritto da Steve Dunleavy, sulla vita privata del cantante statunitense Elvis Presley. Il libro, basato sui racconti personali di tre delle sue ex guardie del corpo, si spinge in dettaglio descrivendo la pericolosa dipendenza da farmaci e droghe del cantante. La morte di Presley, occorsa solo due settimane dopo la pubblicazione del libro nel luglio 1977, lo rese di grande attualità e contribuì ad aumentare le sue vendite a oltre 3 milioni di copie nei soli Stati Uniti d'America.
Le guardie del corpo, Red West, suo cugino Sonny West, e David Hebler, erano stati licenziati, ufficialmente per ragioni di taglio del budget, ma all'epoca, molti sospettarono che la ragione fossero state le loro critiche alla crescente dipendenza di Elvis da farmaci e medicinali. Con l'aiuto del giornalista Steve Dunleavy, decisero quindi di scrivere un libro fortemente scandalistico che loro definirono un "avvertimento amichevole", piuttosto che un espediente per fare soldi. Fin dalla morte di Presley, molte delle affermazioni incluse nel libro si dimostrarono fondate.

## Antefatti
Nel luglio 1976, Red e Sonny West, insieme a Dave Hebler, furono licenziati dal padre di Presley, Vernon, dal loro lavoro di guardie del corpo del cantante. Red conosceva Presley sin dai tempi delle scuole superiori, ed era diventato uno dei suoi amici più stretti. Egli era diventato parte dell'entourage di Elvis nel 1955, svolgendo le mansioni di autista, bodyguard e confidente. Sonny, cugino di Red, aveva incontrato Presley per la prima volta agli inizi del 1958 e cominciò a lavorare per lui nel 1960 quando Elvis tornò dal servizio militare. Hebler conobbe Presley nel 1972, e successivamente fu assunto come membro della sicurezza.
Le ragioni del loro licenziamento differiscono a seconda delle fonti. Presley e suo padre dichiararono che il loro allontanamento si era reso necessario per questioni economiche in quanto era in atto una politica di taglio dei costi; mentre altri, inclusi i membri stretti della cerchia di Presley, erano convinti che il licenziamento fosse avvenuto perché i tre uomini erano stati troppo critici circa le dipendenze di Elvis e le troppo frequenti prescrizioni mediche che gli venivano fatte. Una terza ipotesi afferma che le tecniche di sicurezza troppo "brusche" di West e compagni, abbiano portato a diversi feriti tra i fan e conseguenti azioni legali intentate contro Presley. Non era inusuale per Presley licenziare membri del suo entourage di tanto in tanto, riassumendoli poi qualche tempo dopo quando la situazione si era calmata.

## Il libro
A seguito del licenziamento, Red, Sonny e Dave decisero di scrivere un libro con le loro rivelazioni circa la vita privata di Presley. Secondo quanto da essi stessi dichiarato, la motivazione ufficiale per questa decisione non fu finanziaria o una semplice vendetta nei confronti di Presley, ma "per fargli affrontare la realtà e fare qualcosa per il suo stile di vita distruttivo prima che fosse troppo tardi". Dunleavy, all'epoca un giornalista di gossip del National Star, fu approcciato dai tre per aiutarli nella stesura e pubblicazione del libro. Quando Presley venne a conoscenza del libro andò su tutte le furie. Sperò subito che il suo manager, il Colonnello Tom Parker, sarebbe stato in grado di bloccarne la pubblicazione. Ovviamente il cantante se ne procurò una copia e lo lesse: ciò contribuì ulteriormente all'aggravarsi dello stato depressivo che già lo affliggeva da tempo.
Il libro racconta la vita personale di Presley narrata attraverso il racconto di prima mano di Red, Sonny e Dave Hebler. Sono inclusi gli incidenti relativi alla sua sregolata vita sessuale, l'uso di droghe di vario genere, la carriera musicale in declino, e il rapporto d'amicizia con ciascuno dei tre uomini. I nomi delle persone di cui si parla nel libro, per la maggior parte, sono cambiati per rispettare la loro privacy, anche se questo ha portato alcuni a credere che la mancanza di fonti nominate suggerisca che queste persone e gli incidenti non siano mai realmente esistiti. Tuttavia, secondo Alan Hanson: "L'improvvisa morte di Presley diede a Elvis: What Happened? una credibilità quasi istantanea. Il titolo stesso del libro (traducibile in italiano con un prosaico Elvis, cosa è successo?) sembrava riecheggiare la domanda che tutta l'America si stava ponendo. E, poiché un flusso costante di confidenti di Presley ha iniziato a parlare negli anni successivi, molte (ma non tutte) delle accuse menzionate per la prima volta nel libro sono state confermate."

## Pubblicazione
Originariamente pubblicato nel Regno Unito nel maggio 1977, il libro venne ufficialmente distribuito negli Stati Uniti nel luglio 1977, dalla casa editrice Ballantine Books. Sebbene il libro abbia avuto un discreto successo al momento dell'uscita, la maggior parte dei fedeli seguaci di Presley non lo acquistarono fino a dopo la sua morte. A seguito della scomparsa di Presley il 16 agosto 1977, appena due settimane dopo la pubblicazione del libro, le storie sul suo uso di droghe e sulla sua vita privata divennero più pubblicizzate e furono improvvisamente ancora più interessanti per i fan del cantante e per coloro che cercavano risposte su come sia potuto morire così giovane e all'improvviso. Questo interesse ha portato il libro a vendere oltre tre milioni di copie, rendendolo uno dei libri su Elvis Presley di maggior successo di tutti i tempi.